# Contea di Pecos
La contea di Pecos in inglese Pecos County è una contea dello Stato del Texas, negli Stati Uniti. La popolazione al censimento del 2010 era di 15 507 abitanti. Il capoluogo di contea è Fort Stockton. La contea è stata creata nel 1871 ed organizzata nel 1875. È una delle nove contee che formano la regione montuosa e semi-desertica di Trans-Pecos, localizzata nella parte occidentale dello Stato del Texas.

## Geografia fisica
| Anno | Popolazione | ±%     |
| ---- | ----------- | ------ |
| 1880 | 1,807       | Note:  |
| 1890 | 1,326       | −26.6% |
| 1900 | 2,360       | 78.0%  |
| 1910 | 2,071       | −12.2% |
| 1920 | 3,857       | 86.2%  |
| 1930 | 7,812       | 102.5% |
| 1940 | 8,185       | 4.8%   |
| 1950 | 9,939       | 21.4%  |
| 1960 | 11,957      | 20.3%  |
| 1970 | 13,748      | 15.0%  |
| 1980 | 14,618      | 6.3%   |
| 1990 | 14,675      | 0.4%   |
| 2000 | 16,809      | 14.5%  |
| 2010 | 15,507      | −7.7%  |

Secondo l'Ufficio del censimento degli Stati Uniti d'America la contea ha un'area totale di 4765 miglia quadrate (12 340 km²), di cui 4763 miglia quadrate (12 337 km²) sono terra, mentre 1,0 miglia quadrate (2,6 km², corrispondenti allo 0,02% del territorio) sono costituiti dall'acqua.

### Strade principali
- Interstate 10
- U.S. Highway 67
- U.S. Highway 190
- U.S. Highway 285
- U.S. Highway 385
- State Highway 18
- State Highway 290
- State Highway 349

### Contee adiacenti
- Ward County (nord)
- Crane County (nord)
- Crockett County (est)
- Terrell County (sud-est)
- Brewster County (sud-ovest)
- Jeff Davis County (ovest)
- Reeves County (nord-ovest)

## Istruzione
Nella contea è attivo un distretto scolastico, l'Independent School Districts, che ha sede in tre diverse località, ovvero ad Imperial, a Fort Stockton (capoluogo di conte), e in Iraan.